# Дидович, Устинья Ефимовна
Устинья Ефимовна Дидович (1911 — неизвестно, село Веровка, Добропольский район, Донецкая область) — звеньевая семеноводческого совхоза имени Кирова Министерства совхозов СССР, Добропольский район, Донецкая область, Украинская ССР. Герой Социалистического Труда (1949).

## Биография
Родилась в 1911 году в крестьянской семье в одном из сельских населённых пунктов современной Черкасской области. В послевоенное время — звеньевая семеноводческого совхоза имени Кирова Добропольского района.
В 1948 году за её звеном было закреплено 16 гектаров кормовой люцерны. Труженики её звена в этом году на 60 гектарах озимой пшеницы уничтожили около 1.5 тысячи сусликов. В этом же году звено получило в среднем с каждого гектара по 45,5 центнеров пшеницы на участке площадью 20 гектаров. Этот трудовой результат стал самым высоким в Сталинской области. Указом Президиума Верховного Совета СССР от 14 мая 1949 года удостоена звания Героя Социалистического Труда за «получение высоких урожаев пшеницы в 1948 году» с вручением ордена Ленина и золотой медали «Серп и Молот» (№ 3600).
В следующем году члены её звена приняли социалистическое обязательство получить в среднем с каждого гектара по 46 центнеров пшеницы с площади в 20 гектаров и на остальной закреплённой за звеном площади в 40 гектаров — по 32 центнера пшеницы с каждого гектара.
После выхода на пенсию проживала в селе Веровка Добропольского района. Дата смерти не установлена.
Награды
- Герой Социалистического Труда
- Орден Ленина
- Медаль «За трудовую доблесть» (03.05.1948)